# 고베 종합운동공원 야구장
고베 종합운동공원 야구장(일본어: 神戸総合運動公園野球場, 영어: Kobe Sports Park Baseball Stadium)은 일본 효고현 고베시 스마구에 있는 야구장이다. 고베 시가 시설을 소유하고 있으며, 이 야구장을 준본거지로 하는 퍼시픽 리그 팀인 오릭스 버펄로스의 운영 법인인 오릭스야구클럽(オリックス野球クラブ)이 도시 공원법을 따르는 관리 허가 제도에 의해 운영 관리를 실시하고 있다.

## 개요
1988년 3월 6일에 완공하여 완공 당시 그린 스타디움 고베(グリーンスタジアム神戸)라는 애칭을 사용하여 내야는 흙, 외야는 천연 잔디의 필드(파울 그라운드의 대부분은 인공 잔디)로 갖추어져 있었다. 도쿄 돔의 그라운드 면적을 큰 폭으로 웃돌고 있었기 때문에 ‘일본 최상급의 야구장’이라고 불릴 정도로 알려져 있다. 1991년부터 2004년까지는 프로 야구 퍼시픽 리그인 오릭스 블루웨이브의 본거지가 되면서 2005년부터 현재는 오릭스 버펄로스의 준본거지로 사용하고 있으며, 2009년에 설립한 간사이 독립 리그 팀의 하나인 고베 나인 크루즈가 본거지 구장으로 현재 사용하고 있다. 스카이마크 항공이 명명권을 보유하여 현재의 명칭을 스카이마크 스타디움(スカイマークスタジアム)으로 사용되고 있다. 2011년에는 동일본 대지진으로 인해 도호쿠 라쿠텐 골든이글스의 대체 홈구장으로 사용했다.

## 과거 구장 이름
- 1988년 ~ 2002년 : 그린 스타디움 고베(グリーンスタジアム神戸)
- 2003년 ~ 2004년 : Yahoo! BB 스타디움(Yahoo!BBスタジアム, 야후! 비비 스타디움)
- 2005년 ~ 2010년 : 스카이마크 스타디움(スカイマークスタジアム)
- 2011년 : 홋토못토 필드 고베(ほっともっとフィールド神戸)

## 사진

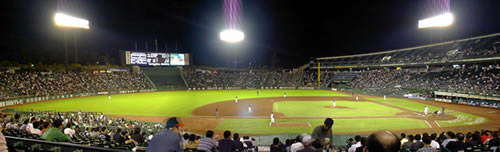
구장의 내부
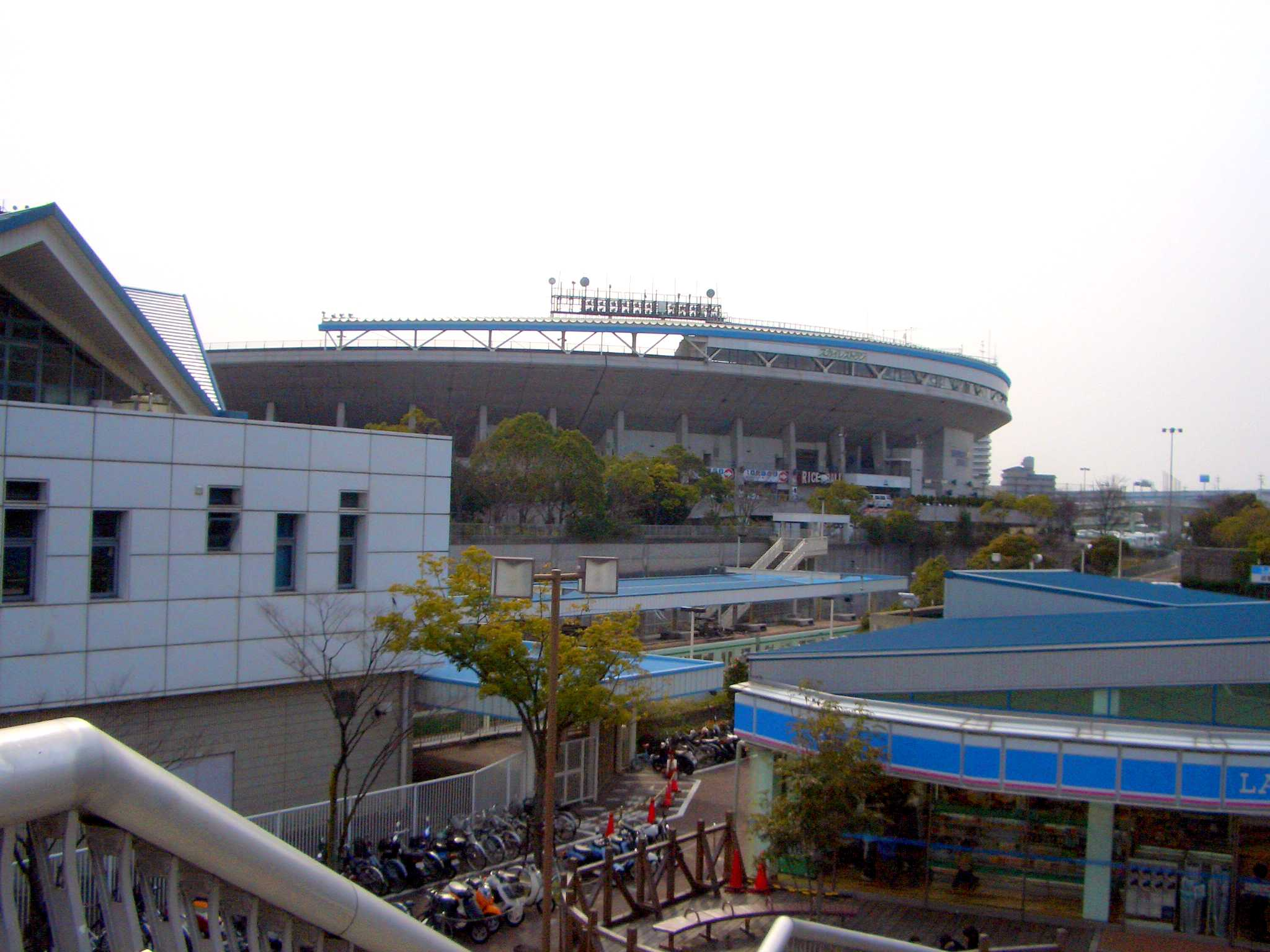
구장 외관

## 같이 보기
- 스카이마크
- 호토모토